# تشارلي قاي
تشارلي قاي (بالإنجليزية: Charlie Guy)‏ هو لاعب كرة قدم أمريكية أمريكي، ولد في 5 ديسمبر 1896 في سكنيكتادي في الولايات المتحدة، وتوفي في 9 أبريل 1974 في تامبا في الولايات المتحدة.

## وصلات خارجية
- تشارلي قاي على موقع مرجع كرة القدم المحترفة.كوم (الإنجليزية)